# 近鉄600系電車 (3代)
- 近鉄1600系電車 > 近鉄600系電車 (3代)
- 近鉄6000系電車 > 近鉄600系電車 (3代)
- 近鉄6800系電車 > 近鉄600系電車 (3代)

近鉄600系電車（きんてつ600けいでんしゃ）は、近畿日本鉄道（近鉄）が同社養老線において運用する目的で、1992年から従来車各形式を改造して投入した一般車両（通勤型電車）である。
2007年の養老鉄道発足に伴う養老線の同社への移管に際しては、近鉄を所有者としたまま養老鉄道へ貸与する形で運用された。その後2014年4月1日付で形式・車両番号はそのままに養老鉄道に譲渡され、近鉄からは形式消滅した。さらに2018年1月1日付で所有者が一般社団法人養老線管理機構となり、養老鉄道に無償で貸与する方式となった。
本項では派生系列である610系、620系、625系についても記述する。電算記号は4系列共にD 。

## 全系列共通解説
近鉄各線で用いられている20 m級4扉車体を持つ標準型一般車両のうち、比較的車齢の高い旧型の余剰車を、ローカル線である養老線の輸送改善向けに改造・改装して転用したグループであり、狭軌仕様への統一、比較的低速な養老線での運用に合わせた電動車比率の抑制（もしくはモーターの低出力型への変更）が行われている。
当系列の導入に伴い養老線の従来車は廃車となり、特殊狭軌線（内部線・八王子線）と鋼索線以外の近鉄線旅客用車両からは、吊り掛け駆動方式と非冷房の車両が消滅した。
転入時にワンマン運転対応改造と車外スピーカー設置が行われた。本線系の車両と異なり増結・解結は頻繁に行われないことから、ク530形使用時代のク510形を除いて貫通幌が撤去され、本線系の車両とは若干異なる顔つきになっている。

### 車体塗装

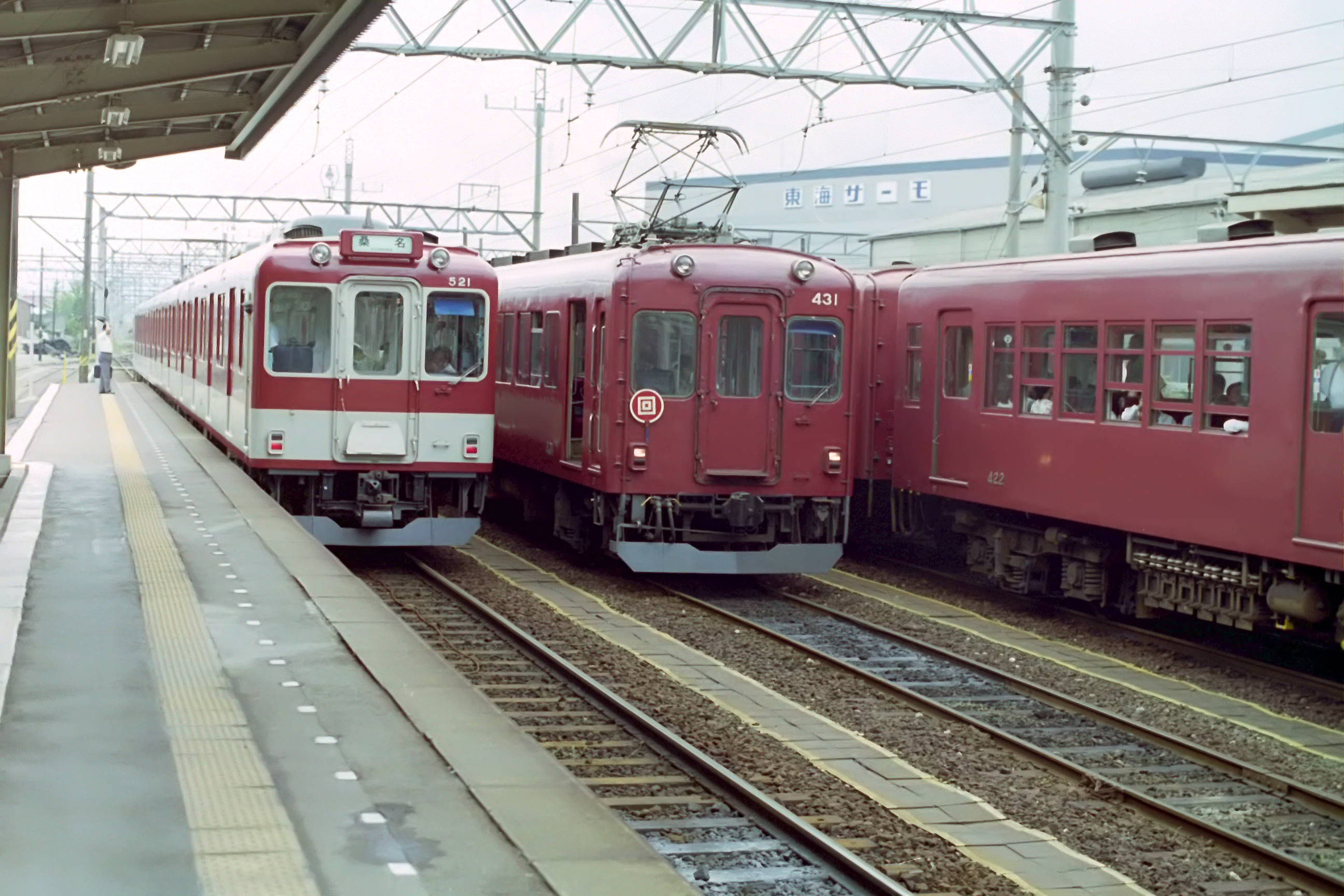
ツートンカラー時代の620系

本線系列車と同じ塗装（アイボリー（白）とマルーン（赤）の塗り分け）で、近鉄時代から養老鉄道への運営移管当初まではこの塗装で運転されていた。2008年7月6日に最後のツートンカラーである601Fがツートンカラー惜別イベントを実施し、ツートン車は姿を消した。ただし、後述のように、本線系統の登場時の塗装を再現した復刻塗装車として定期運用に就く車両もある。 

## 形式別概説

### 600系

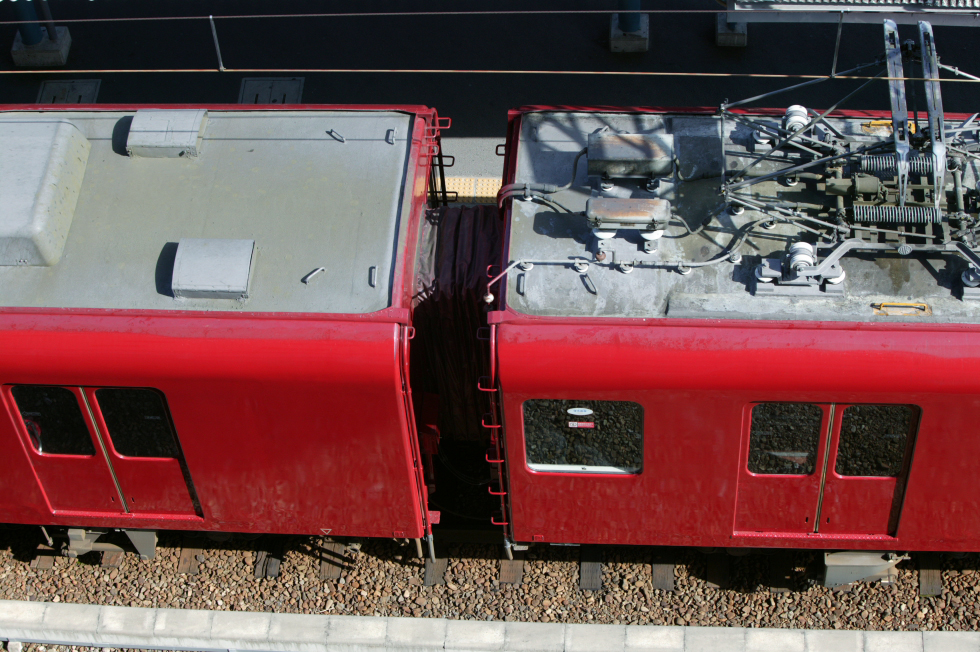
サ550形 （左）
窓のない部分にトイレがあった

1992年登場。本線系統の増結用車両が転用されたため、この系列の前身となる改造元車両の出自は以下のように雑多である。
- 近鉄名古屋線用1600系（モ1600・モ1650・ク1700・ク1750）
- 名古屋線用1800系の増結用Tc車（制御車、ク1950）
- 近鉄南大阪線用の「ラビットカー」として最後まで現役で残った6800系の単独Mc車（制御電動車）モ6850形
- 南大阪線用6000系の中間付随車サ6150形

転用改造後は中間に南大阪線用サ6150形改造のサ550形を挿入した3両編成（Mc-T-Tc）と、2両編成（Mc-Tc）があり、導入時の600系の編成は以下の通り。
- モ601（旧モ1656）－サ551（旧サ6152）－ク501（旧ク1751）
- モ602（旧モ1657）－サ552（旧サ6153）－ク502（旧ク1752）
- モ603（旧モ1658）－ク503（旧ク1951）
- モ604（旧モ1659）－ク504（旧ク1952）
- モ605（旧モ1615）－ク505（旧ク1715）
- モ606（旧モ6857）－ク506（旧モ6858）

種車が製造時期の異なる様々な形式から捻出されたため、標識灯・尾灯の形状やロングシートの形状、座席のひじ掛けの形状や背面高さが異なっている。3両編成は団体専用列車への充当を考慮してサ550形にトイレが設けられていた。
Mcの主電動機は6000系の電動車を電装解除して捻出したMB-3082Aであり、出力は3両編成が135 kW、2両編成が75 kWであったが、現在は全車135 kWに統一されている。養老線転属にあたって一部車両のMc車はKD-101形空気ばね台車を新製した以外は、6800系や6000系からの発生品を改造の上で流用した金属ばね台車のKD-39C形 (Tc車) やKD-48形 (Mc車) を装着する。なお、シュリーレン式台車の新製はこのKD-101をもって最後となった。制御装置は1C4M制御のVMC形である。集電装置はMc車連結側に1基搭載するが、606Fは種車の下枠交差型を引き続き搭載した。電動発電機はHG-634形（120 kVA）をTcに、圧縮機はD-3-F形をMcとTに装備している。
2016年までに4両の除籍車両が発生しており、605Fは2001年6月に、603Fは2016年4月に廃車された。2016年4月現在は3両編成が2本、2両編成が2本の計10両が在籍している。
|      | B更新出場      | 編成両数 | 廃車         |
| ---- | -------------- | -------- | ------------ |
| 601F | 2008年11月14日 | 3両      | 運用中       |
| 602F | 2011年11月17日 | 3両      | 運用中       |
| 603F | 未施工         | 2両      | 2016年4月8日 |
| 604F | 2013年12月26日 | 2両      | 運用中       |
| 605F | 未施工         | 2両      | 2001年6月5日 |
| 606F | 2009年9月3日   | 2両      | 運用中       |

#### 603Fの沿革
2016年4月に廃車された603Fは、2015年時点で在庫する600系列では、旧仕様の内装デザインで残された唯一かつ最後の編成であった。
この編成は増結用先頭車であった種車のク1951とモ1658が1966年に落成して後に固定編成化され、1993年11月に養老線に転属して以降、車体塗装を除けば内装には特に手を加えられず、約23年もの間運用され続けていたが、養老線車両の新型ATS化に伴う運用離脱による代走が主な理由となって、2013年頃から予備車扱いとされていた。

他編成が順次B更新工事が行われる中で603FのB更新は施工されることなく、603Fを除いた全車両の新型ATS化工事が完了した2016年になって引退が決定され、同年4月2日の「D03さよなら臨時列車」を最後に定期運用を終了し、同年4月6日から7日にかけて塩浜検修車庫に回送された後に同年4月8日付で車籍抹消の上で廃車となり、1600系・1800系時代から通算して約50年の活躍に幕を下ろした。なお、廃車後に発生したKD-101形台車は611Fの台車更新に転用されている。

### 610系

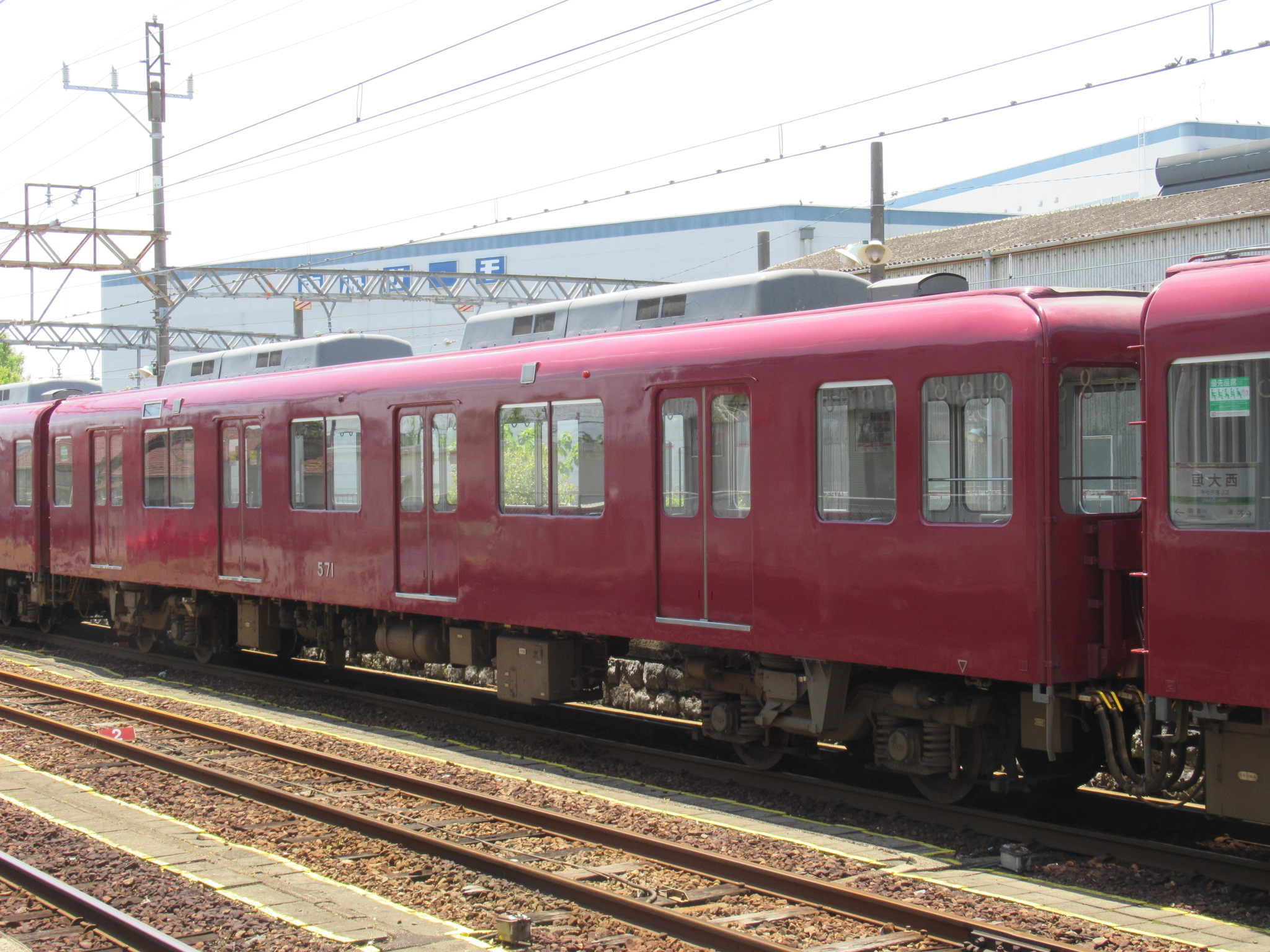
運転台撤去車のサ571（西大垣駅）

1993年に名古屋線1800系1801F - 1804F及び南大阪線6800系モ6850形を養老線用に改造・改番して登場したグループである。大垣駅寄りからモ610形（旧モ1800形）＋ク510形（旧ク1900形）の2両編成を組成する。種車の1800系は狭軌化改造の際に、運転台寄りのパンタグラフが撤去されている。
増結用としてモ6850形を電装解除したク530形が増結され、ク510形に連結した3両編成でも使用されていた。その際にはク531は611Fに、ク532は612Fに増結と決められており、613F・614Fには増結されなかった。
主電動機は600系に準じるが、制御器は元々1C4M制御であるため種車のものをそのまま搭載した。台車はモ611が空気ばね台車のKD-101を装着する以外は全て金属ばね台車とされ、制御車はKD-39を、制御電動車はKD-48を装着しているが、後に編入されたサ571は空気ばね台車のKD-61Aを装着している。
2001年の625系転属に伴い、6037Fから外された旧6000系の中間車・元サ6109がサ571に改番の上で611Fに組み込まれ、3両固定編成にされている。この際、モ611の台車はKD-101からKD-48に交換されているが、2017年の検査出場時に廃車となった603Fの台車を流用する形で再度KD-101形に交換されている。
ク530形2両は2001年に廃車された。2019年には編成単位での廃車が発生し、5月に613F、7月に612F、9月に611F、11月に614Fが廃車となり、形式消滅した。
|       | B更新出場      | 編成両数 | 廃車          |
| ----- | -------------- | -------- | ------------- |
| 611F  | 施工済         | 3両      | 2019年9月11日 |
| 612F  | 施工済         | 2両      | 2019年7月13日 |
| 613F  | 2002年12月26日 | 2両      | 2019年5月7日  |
| 614F  | 2002年9月28日  | 2両      | 2019年11月9日 |
| ク531 | 未施工         | 単独Tc車 | 2001年7月1日  |
| ク532 | 未施工         | 単独Tc車 | 2001年6月26日 |

### 620系

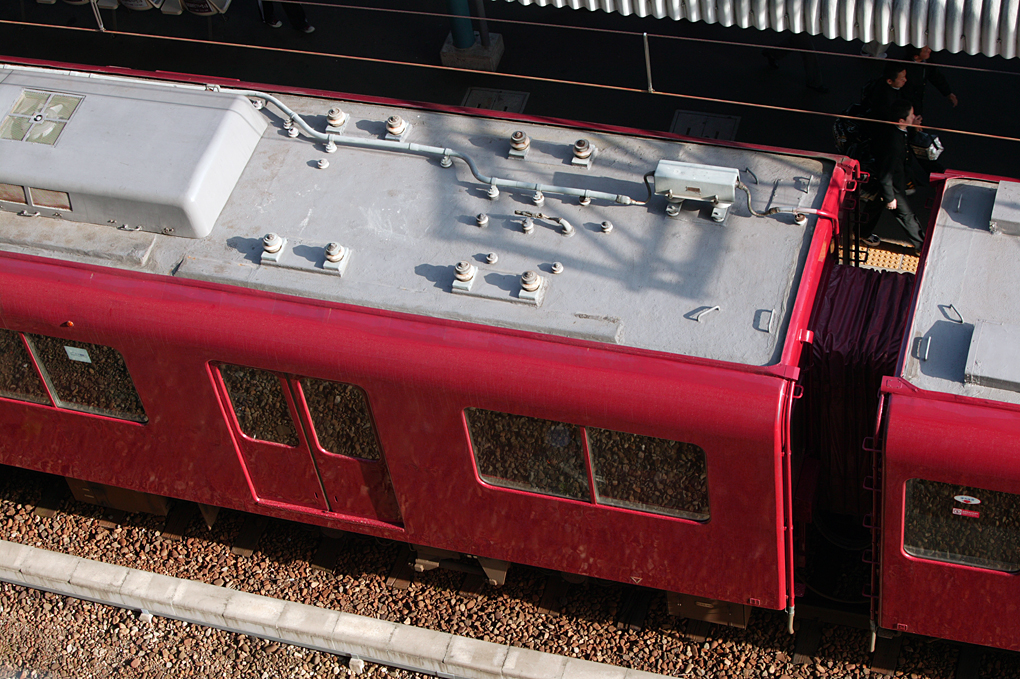
サ560形の屋根上
他端のパンタグラフ用の引き通し線とヒューズ箱は残されている

1992年に南大阪線6000系6011F - 6017Fを養老線用に転属・改造して登場したグループである。大垣寄りからク520形＋サ560形＋モ620形の3両編成を組成する。600系や610系とは異なり、桑名寄りがMc車となっている。中間のサ560形は元電動車であり、電装解除された。トイレは当初から設置されていない。
主電動機と台車は種車のものをそのまま搭載したが、付随車のサ560形は転属改造時にモ6000形の偶数番号車を電装解除したものであるためKD-61Hに変更されており、大垣寄りのパンタグラフは撤去されたが、桑名寄りのパンタグラフは残されている。Mc車の制御器は1C4M制御のMMC形に変更されている。
2004年に622F、2019年2月に623Fが廃車解体されている。2019年9月現在は3両編成2本が現存する。
|      | B更新出場     | 編成両数 | 廃車          |
| ---- | ------------- | -------- | ------------- |
| 621F | 2010年2月     | 3両      | 運用中        |
| 622F | 未施工        | 3両      | 2004年5月17日 |
| 623F | 2009年2月     | 3両      | 2019年2月21日 |
| 624F | 2010年8月19日 | 3両      | 運用中        |

### 625系
2001年に南大阪線6020系6037Fを種車とする625Fが追加されたことで生じた系列。編成の向きは620系と同一で、大垣寄りからク525＋サ565＋モ625の3両編成を組成する。
種車の6020系が新製時ラインデリア搭載車であるため、屋根の高さ・形状、尾灯の形状、パンタグラフ等が621F - 624Fと異なっており、貫通扉幌枠は撤去されていないが、転属改造の内容は概ね620系に準じ、モ6020形の偶数番号車は電装解除されている。主要機器も種車のものがそのまま使われており、電装解除された付随車の台車はKD-61Hとなっている。また、外されたサ6109は610系611Fの3両固定編成化に転用された。
転属時にB更新・ワンマン対応が施工されているため、旧仕様の内装デザインながらも乗降扉床面部分はノンスリップ加工が施されており、610系611Fの中間車に転用されたサ571を含めた4両は600系列では唯一の存在である。
2018年10月に運用離脱・廃車となり、形式消滅している。近鉄幹線からの転入車では一番新しいにもかかわらず、一番早い消滅形式となった。
|      | B更新出場 | 編成両数 | 廃車           |
| ---- | --------- | -------- | -------------- |
| 625F | 2001年    | 3両      | 2018年10月24日 |

## 改造

### B更新
610系611F - 614F・サ571形は2001年から2002年にかけて雨樋取付、内外装材の交換を中心とした2回目の車体更新（B更新）が施工され、後にク530形を除いた全車の座席モケットが交換された。
600系は2008年11月から2013年12月にかけて601F・606F・602F・604Fの順にB更新が五位堂検修車庫で施工され、内外装材の交換、側面窓の一部固定化とサ550形のトイレの撤去が実施され、トイレのあった場所は立席スペース化された。先に更新された後述の610系や625系と異なり、雨樋の形状が変更されている。
620系では2009年2月から2010年7月にかけてB更新が623F・621F・624Fの順に施工され、600系とほぼ同様の内装更新と側面窓の一部固定化が行われた。同時期に更新された600系と同様に、雨樋の形状が610系や625系と異なっている。

### 検測車「はかるくん」との連結対応改造
613F・614Fは電気検測車はかるくんの養老線検測運転時の控車となるため、ク513・514において撤去していた幌座の再設置、およびクワ25との連結用のジャンパ栓設置等の対応改造を受けている。

### 新型ATSへの対応
2013年以降、養老鉄道養老線の新型ATS導入に伴い、2016年までに当系列では601F・602F・604F・606F・611F - 614F・621F・623F - 625Fに車上装置設置工事が行われた。

### パンタグラフの交換

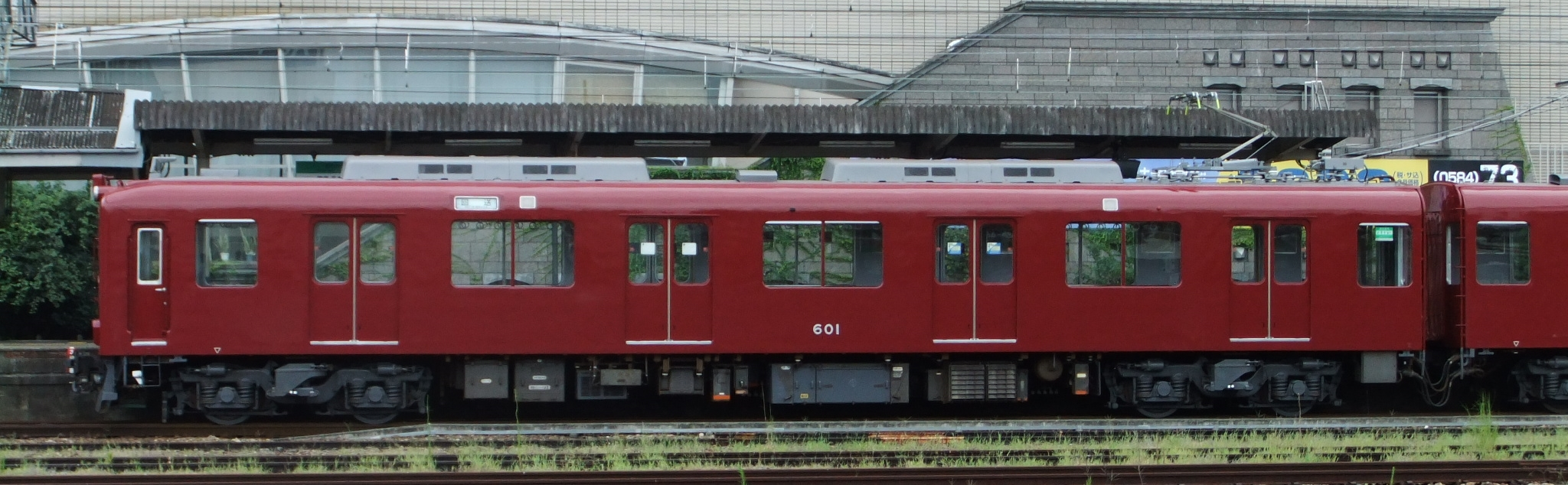
シングルアームパンタに換装された601

2016年以降に検査出場した一部編成のパンタグラフが、従前のひし形および下枠交差型からシングルアーム式に交換されており、2017年10月時点では601F・606F・611F・614F・623Fのパンタグラフが交換されている。

## 特殊外装

### 復刻塗装

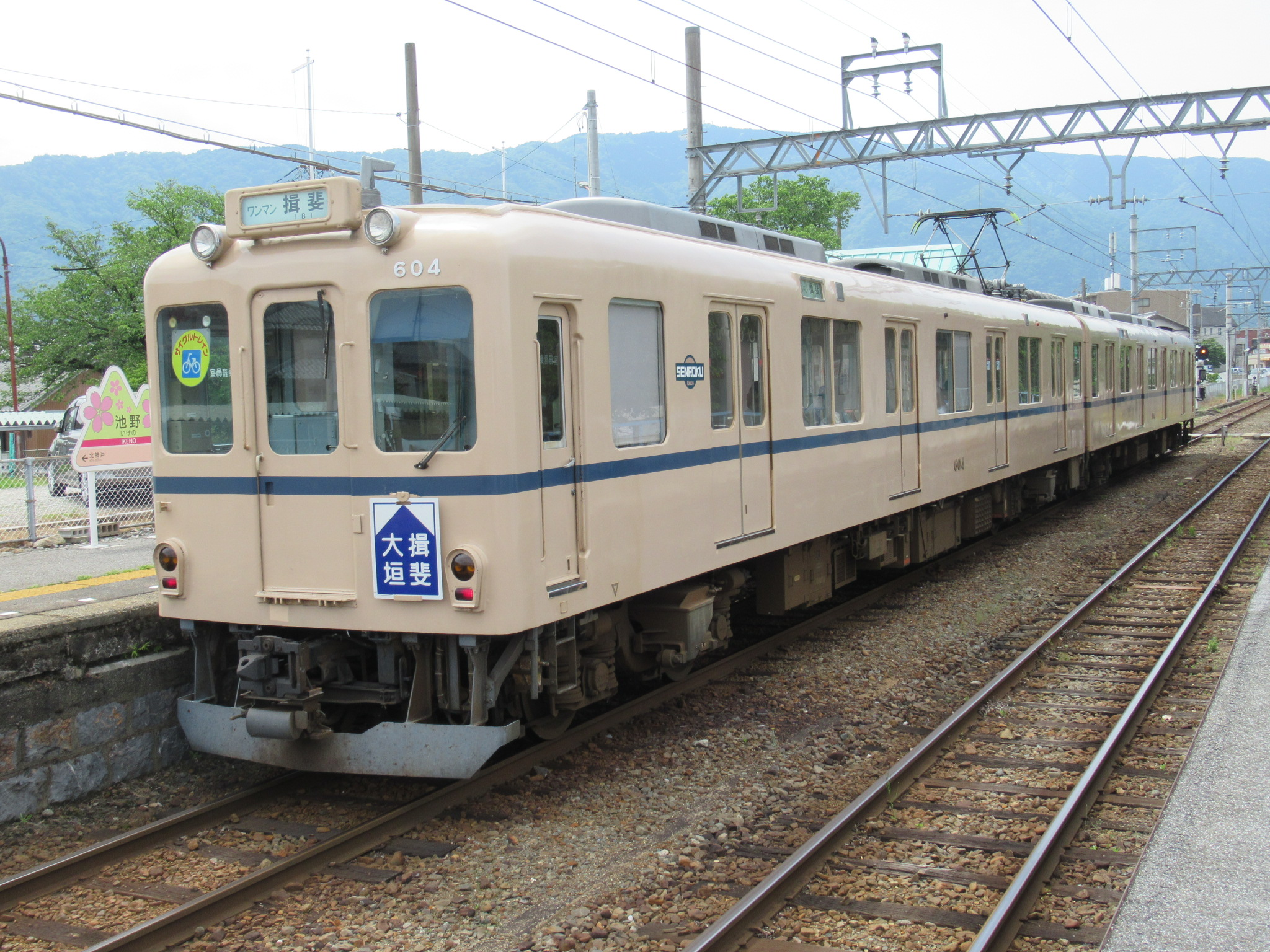
600系604Fセンロク復刻塗装 池野駅

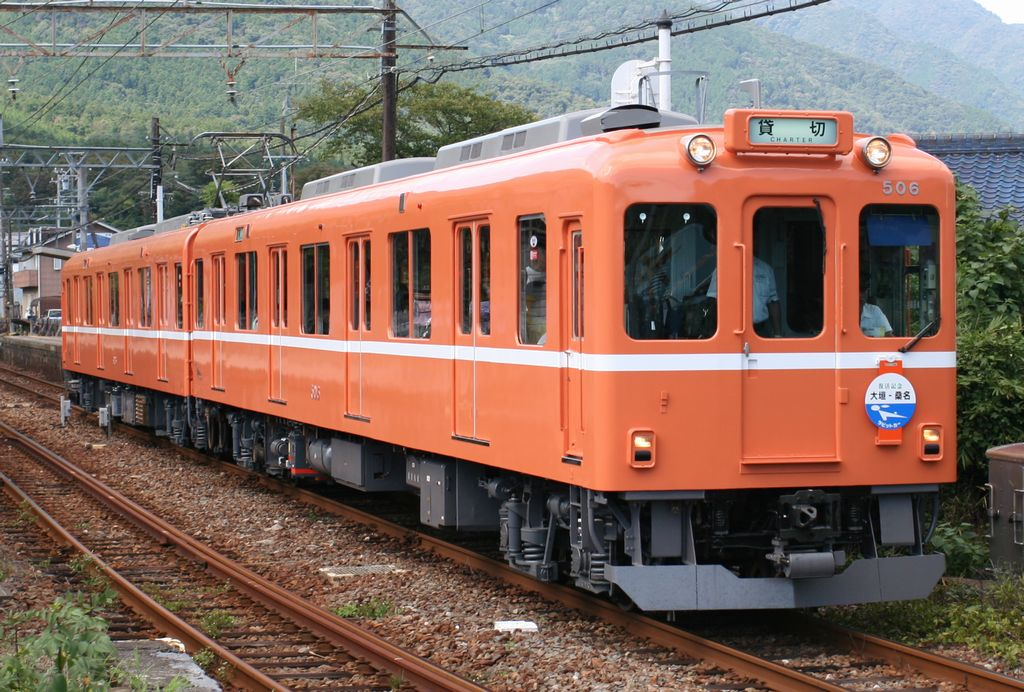
600系606Fラビットカー復刻塗装 美濃津屋駅

- 604F：センロク復刻塗装（2013年12月 - 2019年6月19日）[18][37] → 京急塗装（2019年9月8日 - ）[38]
  - B更新時に塗装を本編成の改造元である1600系の登場時を再現した復元塗装（ベージュに青帯の初期高性能車塗装）がなされている[1][18]。厳密には1600系固有の塗装ではなく、1600系と同時期に登場した900系や1460系など、初期の標準軌線高性能車両系列で採用されていた車体塗装である。
  - 養老線全線開通100周年記念企画の一環及び2019年8月16日まで行われた「京急と養老をつなぐキャンペーン」による関東地方と中部地方をつなぐ取り組み継続を目的とし、同編成の定期検査に合わせてセンロク復刻塗装から京急塗装に変更した。運行開始から9月30日までは記念系統板の掲出も行われた。
- 606F：ラビットカー復刻塗装（2009年9月 - ）
  - B更新時に塗装を「ラビットカー」時代同様のオレンジ色・白帯・側面ラビットマーク入りに変更した[1][20][39]。2013年8月および2017年10月の全般検査時にもこの塗装は維持されている[40][9]。

### 広告車（アートライナー）

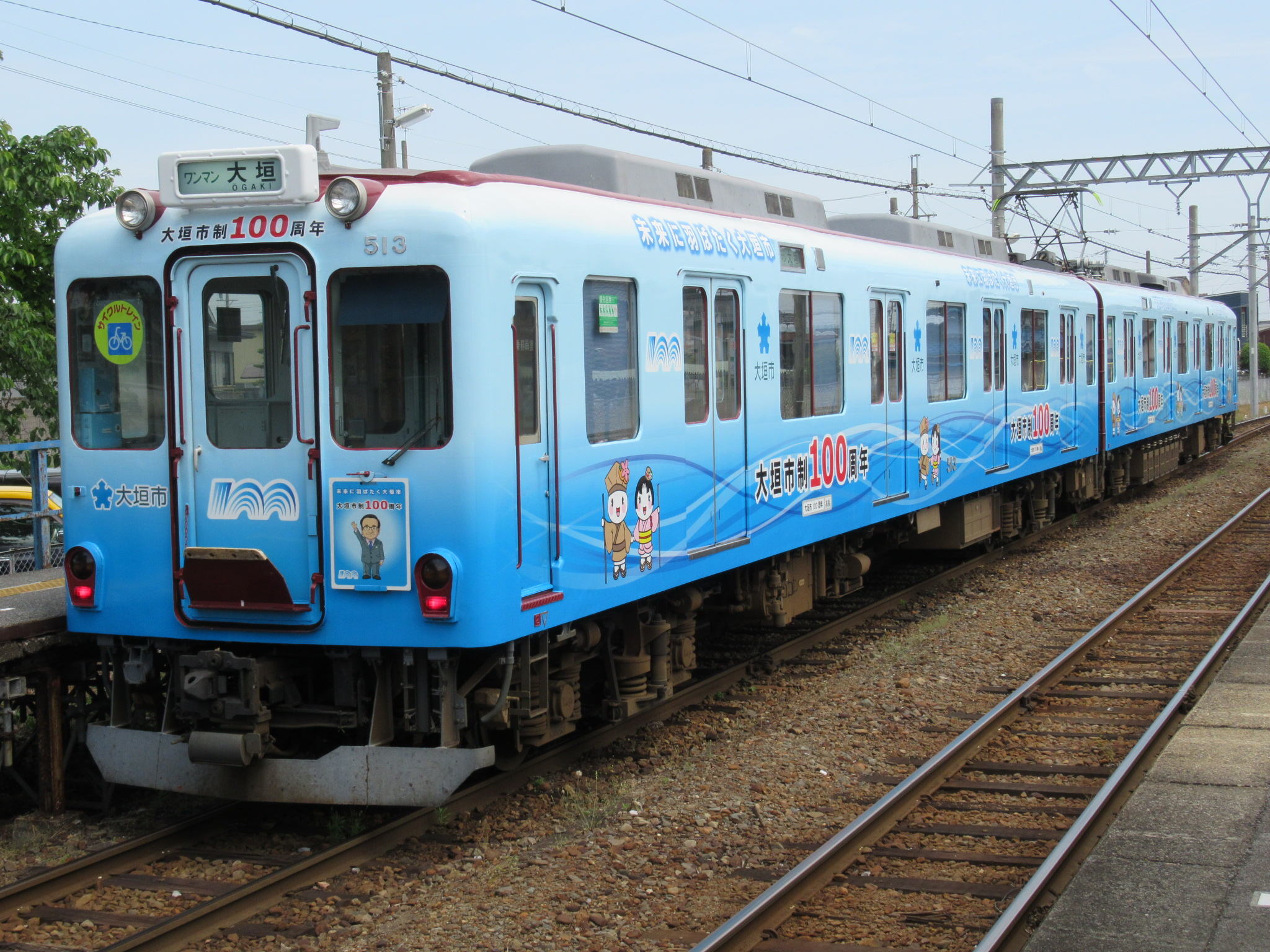
610系613F大垣市制100周年記念号 池野駅

- 601F：東海じゃらん『東海じゃらん号』（2016年10月1日 - 2017年3月27日運転終了[41]）→「養老鉄道×HELLO KITTY」キャンペーン『ハローキティラッピング電車』（2019年7月13日運転開始 - 2019年11月30日運転終了[42]）→大垣ケーブルテレビラッピング列車運転
  - 東海じゃらん号は養老鉄道と東海じゃらんのコラボ企画の一環で、車内へのラッピングや特殊系統板の新調も行われた[41]。
  - ハローキティラッピング電車は養老鉄道全線開業100周年記念事業の一環として行われたもので、運転開始初日の2019年7月13日には大垣駅にて出発式が行われた[42]。
- 612F：養老改元1300年祭PR（2017年3月 - 2017年12月23日運転終了[43]）
- 613F：大垣共立銀行『OKBトレイン』（2016年11月[44] - 運転終了）→ 大垣市制100周年記念号（2018年4月8日営業運転開始 - 2019年3月[45]）→ 養老線全通100周年記念号（2019年3月29日運転開始 - 2019年5月[46][47]）
  - 市制100周年号については、大垣市の市制施行から100周年を迎えるにあたって記念事業の一環として行われたもので、運転開始初日の2018年4月8日には大垣駅にて記念行事が執り行われた[45]。
- 624F：「養老鉄道×シナモロールみんなとつなぐトレイン」運転開始（2023年7月-2024年1月28日 運転終了）

## 一覧表
類似系列が大同小異の改造を行っており、上記概要を表にまとめて掲載する。なお、系列番号の後につけた印は通過標識灯の形状で、■が角型二段、●印が丸角二段（前方後円墳型）であることを示す。
|                     | 600系                                    | 610系                                             | ク530形        | 620系                                                | 625系                                                |
| 名古屋線 転属前系列 | 1600系■ 1800系●（一部）                  | 1800系●                                           |                |                                                      |                                                      |
| 南大阪線 転属前系列 | 6800系■（一部） 6000系（中間車のみ）     | 6000系（中間車のみ）                              | 6800系■        | 6000系■                                              | 6020系●                                              |
| 2連の 編成方法      | 1600系,1800系,6800系の改造車で 2連を組成 | 基本は2連                                         |                | 2連はなし                                            | 2連はなし                                            |
| 3連の 編成方法      | 6000系の改造車を 中間に組み込み3連化     | ク530の代わりに1編成だけ、 600系と同じ方法で3連化 | 610系3連増結用 | 南大阪線時代の4連を3連化、 抜いた中間車は600系に転用 | 南大阪線時代の4連を3連化、 抜いた中間車は610系に転用 |
| 現況                | 一部廃車                                 | 全車廃車                                          | 全車廃車       | 一部廃車                                             | 全車廃車                                             |